# Centro histórico de Roma

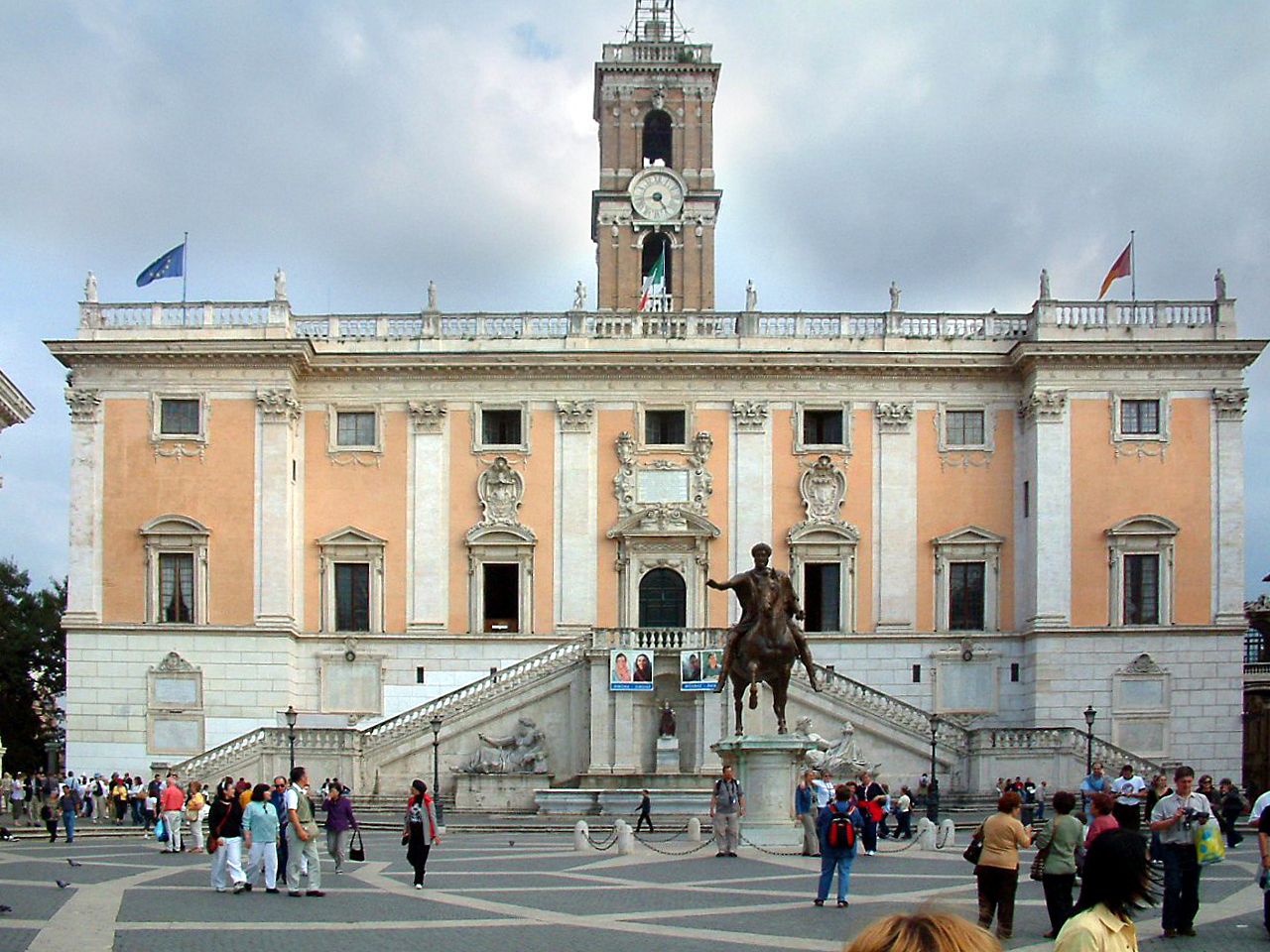
Plaza del Campidoglio (Campitelli).

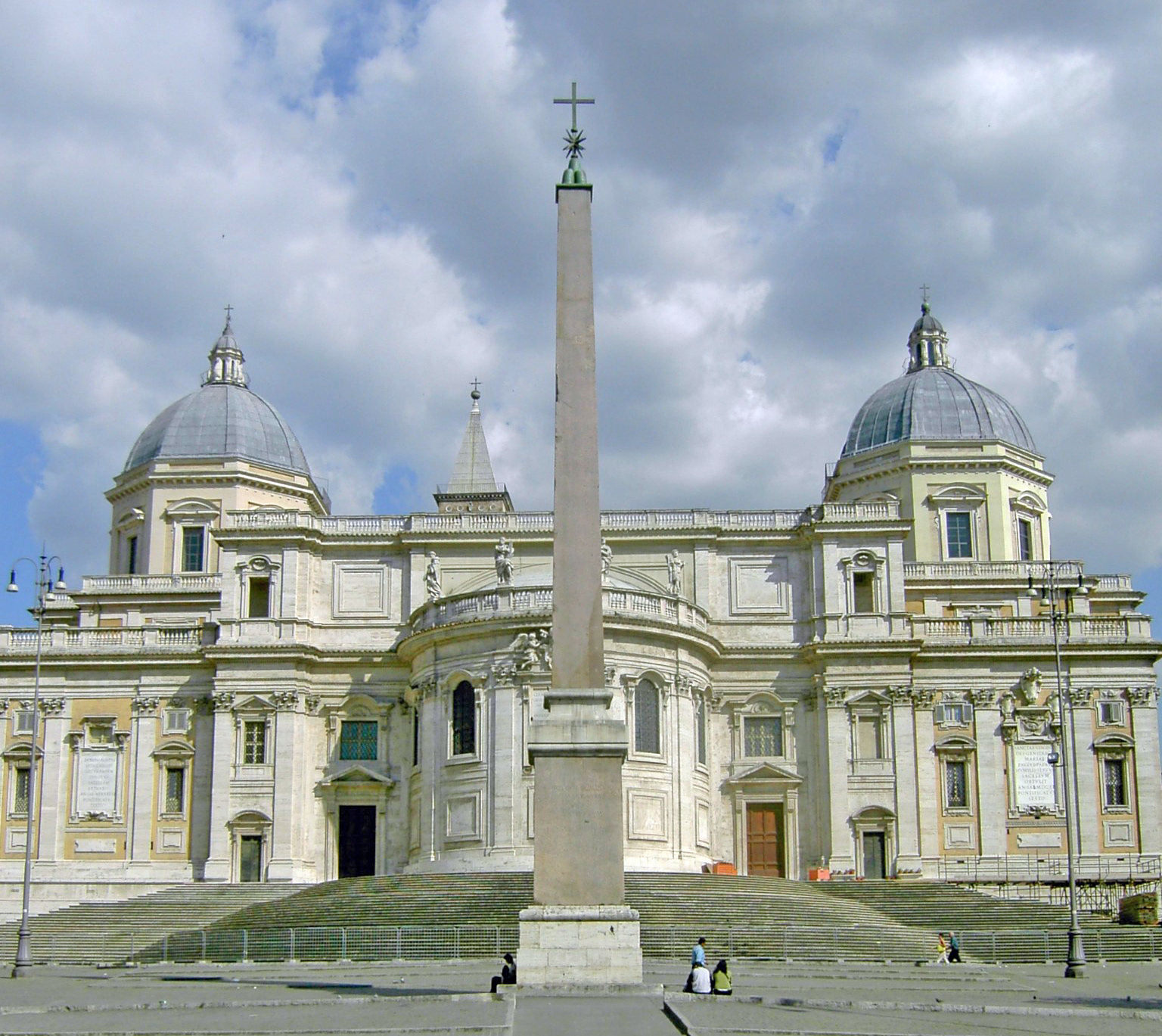
Basílica de Santa María la Mayor (Esquilino).

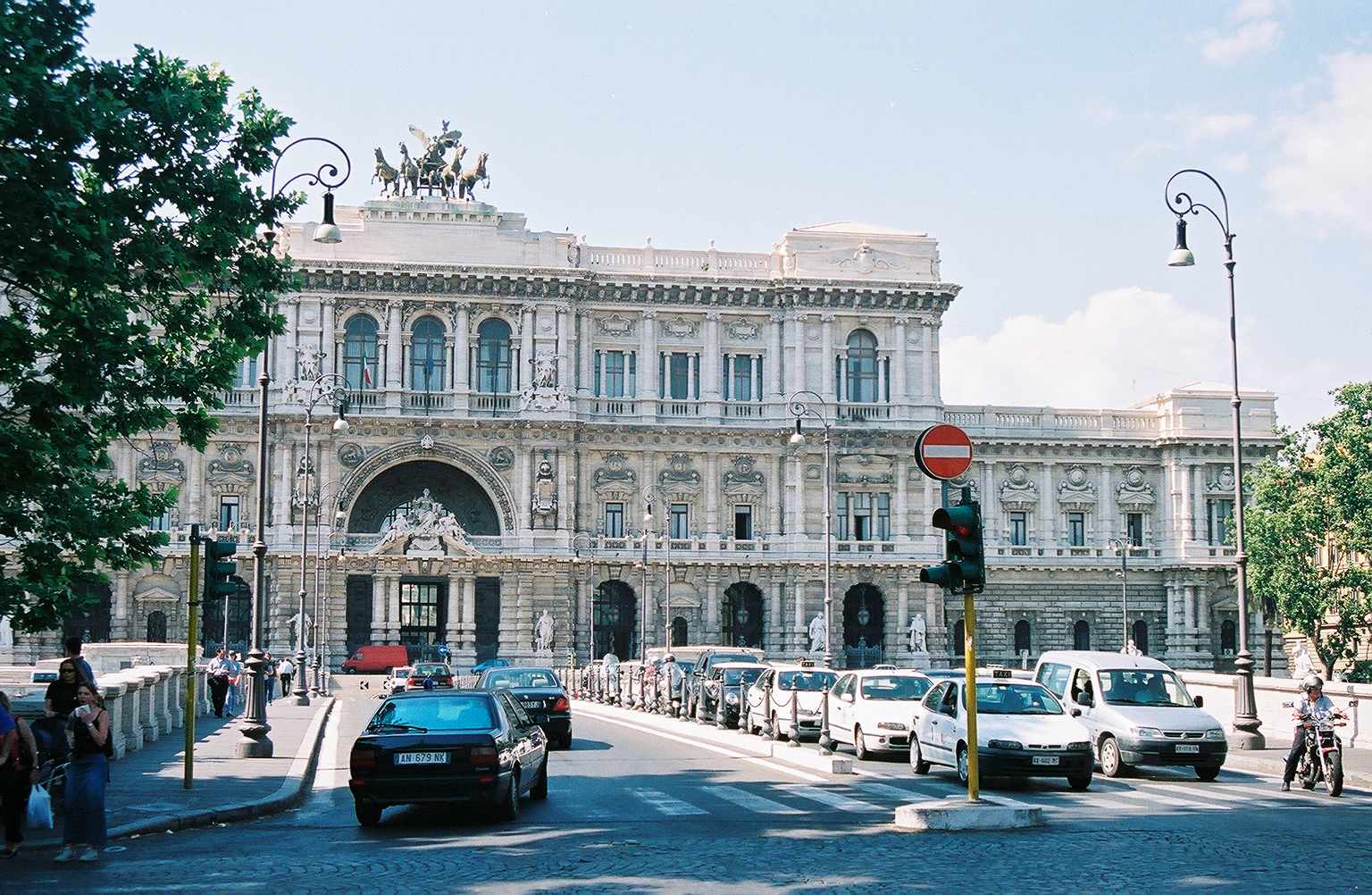
Palacio de Justicia (Prati).

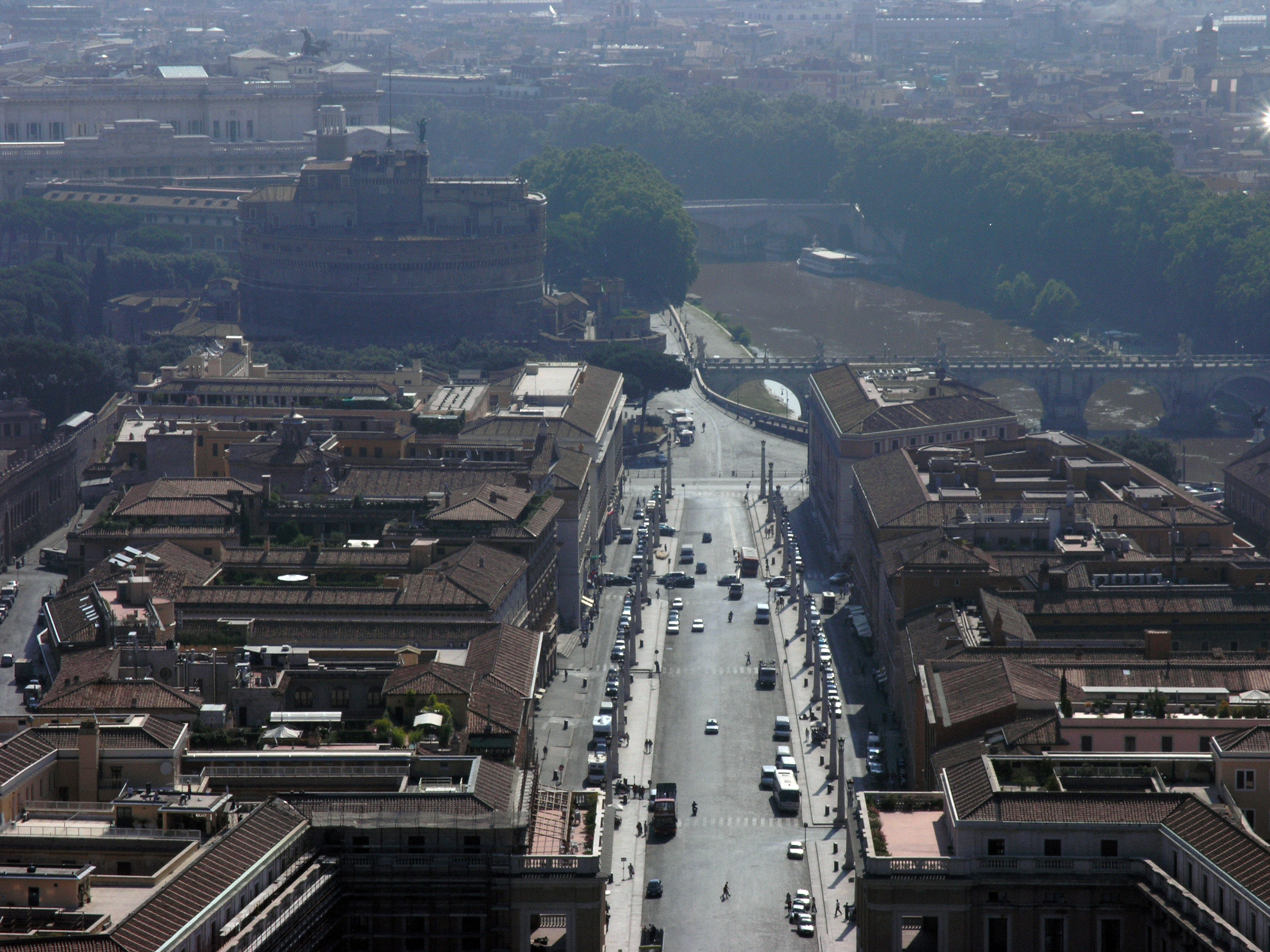
Via della Conciliazione (Borgo).

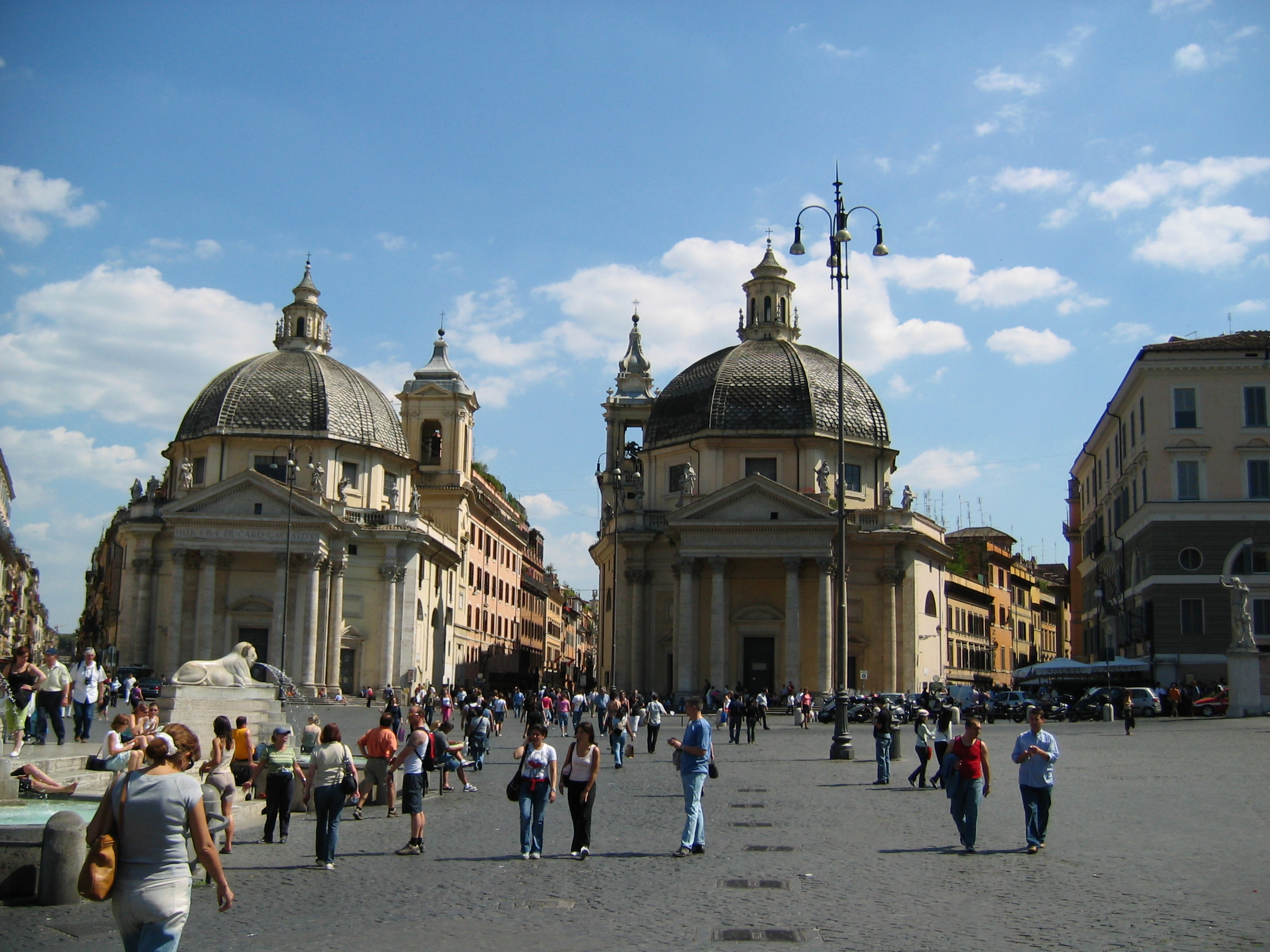
Plaza del Popolo (Campo Marzio).

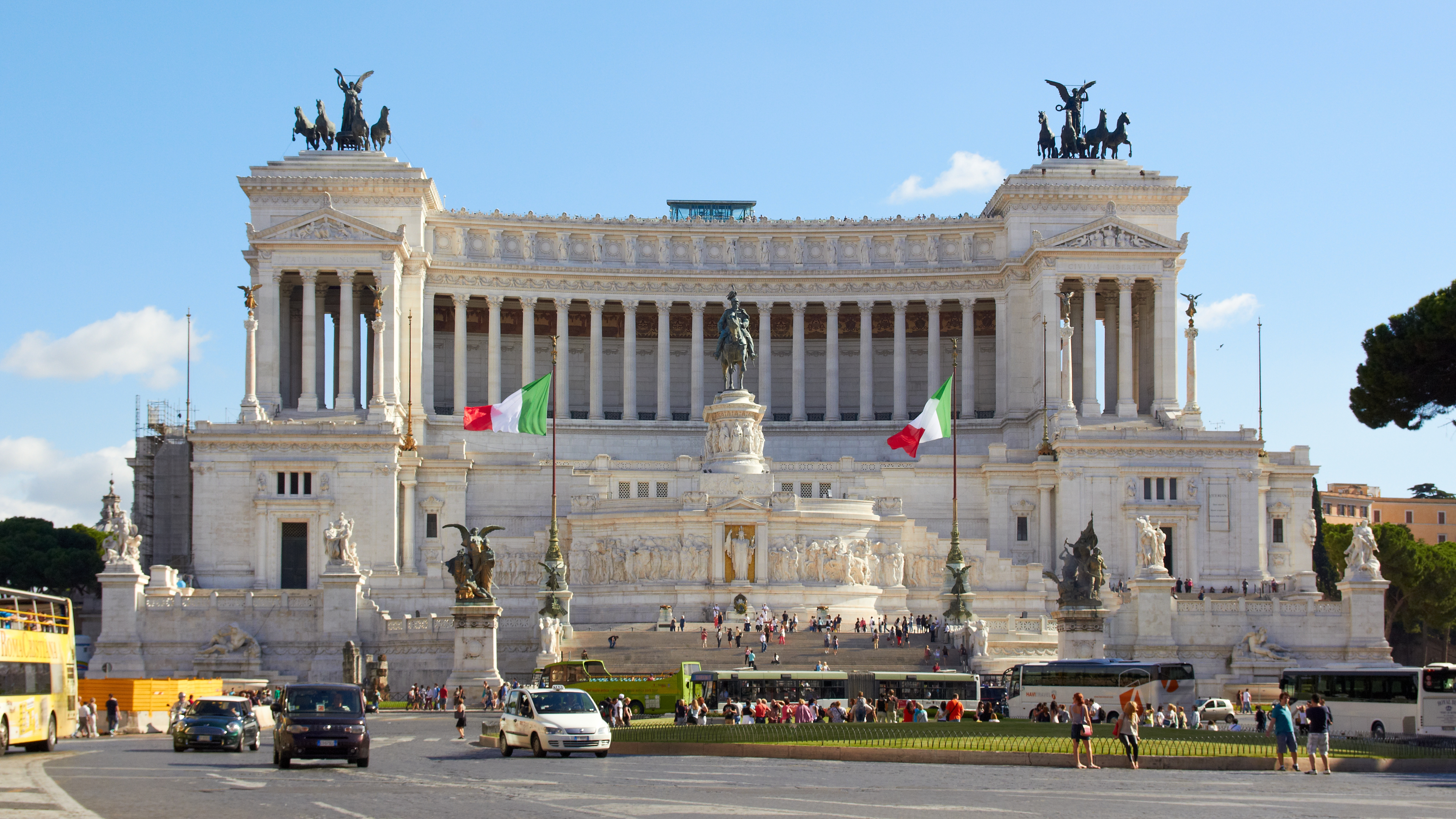
Vittoriano (Campitelli).

El centro histórico de Roma, patrimonio de la Humanidad reconocido por la Unesco en 1980, abarca en las murallas aurelianas a la derecha del Tíber y en las murallas del Janículo a la izquierda.
El territorio está dividido en 22 rioni enumerados a continuación:
I - Monti
Su nombre deriva de las siete colinas o montes: Celio, Cispio, Esquilino, Oppio, el Quirinal y el Viminal. Su escudo consta de tres montes de sinople sobre campo de plata.
II - Trevi
El origen de su nombre no es seguro, hoy la hipótesis más acreditada es que provenga del antiguo trejo, que indicaba la confluencia de tres vías en la placita de los Crociferi, situada al lado de la moderna Plaza de Trevi.
III - Colonna
El nombre deriva de la Columna dedicada a Marco Aurelio, llamada Antonina, que se encuentra en la plaza homónima. Allí se encuentran el Palacio Montecitorio, sede de la Cámara de Diputados y el Palacio Chigi, sede del Gobierno. Su escudo es una columna de plata sobre campo de gules.
IV - Campo Marzio
El Campo Marzio (Campus Martis) o «Campo de Marte» era una zona de la Roma antigua de alrededor de 2 km², en un principio fuera de los límites de la ciudad. Toma su nombre del altar dedicado a Marte, dios de la guerra, alzada tras la caída de Tarquinio el Soberbio. Allí se encuentran la plaza de España y la plaza del Popolo. El escudo es una media luna de plata en campo de azur; el origen del símbolo se ignora.
V - Ponte
Su nombre deriva de la presencia del puente Sant'Angelo, o puente Elio. En su escudo hay un puente.
VI - Parione
El nombre Parione deriva de la presencia en el rione de un edificio antiguo, o de una parte (paries) del mismo, que toma nombre del pueblo Parietone. El centro del pequeño barrio es la plaza Navona. Su emblema es un grifo, criatura mitológica griega con la cabeza de águila y el cuerpo de león, símbolo de fiereza y nobleza.
VII - Regola
El nombre deriva de arenula (retomado en la moderna Via Arenula), esto es de aquella arena suave que aún hoy el río Tíber deposita durante las inundaciones, y que por lo tanto formaba de los arenales que se usaban después para la construcción del Lungotevere. El escudo del rione es un ciervo rampante en campo de azur.
VIII - Sant'Eustachio
El nombre deriva de la iglesia homónima. Allí se encuentra el Palacio Madama, sede del Senado de la República. Su escudo está formado por la cabeza de un ciervo (símbolo de san Eustaquio) y del busto de Jesús; las figuras son de oro y el campo es de gules.
IX - Pigna
El emblema del rione está constituido por una piña: según la leyenda, el nombre deriva de la gigantesca piña de bronce encontrada en el rione y en seguida colocada en el Patio de la Piña de la Ciudad del Vaticano. Todavía, en el siglo XII la piña se encontraba ya delante de la antigua Basílica de San Pedro, cuando el rione no tenía aún asumido este nombre. Otra hipótesis hace derivar el nombre, en cambio, de la Viña de Tedemario (un romano que poseía tierras en la zona del Circo Flaminio). Aquí se encuentran el Panteón y la plaza Venezia.
X - Campitelli
Hay dos versiones sobre el origen del nombre de este barrio: según la primera deriva de Campus telluris, esto es "campo o plaza de tierra", según la otra hipótesis viene de Aedes telluris, esto es "Tempio della dea Terra". Aquí se encuentre al Foro Romano y el Campidoglio. El emblema del barrio es una cabeza de sable de un dragón sobre campo blanco. El símbolo deriva de la leyenda según la cual un dragón que infestaba el Foro Romano fue cazado por el Papa Silvestre I.
XI - Sant'Angelo
Es el rione más pequeño. Su nombre deriva de la iglesia de Sant'Angelo en Pescheria. Aquí se encuentra el Gueto. Su blasón es un ángel sobre campo de gules, con una espada en la mano derecha y una balanza en la izquierda. La balanza no se refiere a la justicia, sino más bien a pesar el pescado, porque el antiguo mercado de peces se encontraba en el gueto, junto al Pórtico de Octavia.
XII - Ripa
El nombre tiene su origen en la zona del Tíber llamada Ripa Grande (Ribera grande), donde estaba la grada fluvial. Está considerado el más antiguo de los barrios, por la presencia de un asentamiento prerromano. Hoy comprende también el Monte Aventino, situado a sus espaldas. El escudo de armas es una rueda de timón blanca sobre campo de gules, recordando al antiguo puerto.
XIII - Trastevere
Se encuentra en la ribera occidental (orilla derecha) del Tíber, al sur de la Ciudad del Vaticano. Su nombre deriva del latín trans Tiberim (al otro lado del Tíber), que era al mismo tiempo el nombre de una de las regiones de augusteas. Es el barrio símbolo de los "Popolo Romano". Su blasón es una cabeza de león de oro sobre campo de gules.
XIV - Borgo
El nombre deriva de la palabra germánica burg (centro habitado, pequeña ciudad), dado a la zona por los peregrinos sajones que se acercaban a Roma en la Alta Edad Media. Aquí se encuentran el Castillo de Sant'Angelo y la Via della Conciliazione.
XV - Esquilino
El nombre proviene de la vulgarización del término Esquilinus, una zona insalubre donde se sepultaba a los esclavos. Se cree que este nombre derivaba de los aexculi, encinas arbustivas que recubrían la cumbre de la colina. Se encuentran aquí la Basílica de Santa María la Mayor y la Porta Maggiore. Su escudo está formado por un árbol y un monte en campo de plata.
XVI - Ludovisi
El nombre del barrio deriva de la Villa Ludovisi, rodeada por uno de los pocos parques de la ciudad, destruita a finales del siglo XIX durante las labores de construcción del barrio. El escudo del barrio tiene tres bandas de oro y un dragón, también de oro, sobre campo de gules.
XVII - Sallustiano
El nombre deriva de los más bellos jardines de la Roma antigua, los Horti Sallustiani. Aquí están la Via XX Settembre y la Porta Salaria.
XVIII - Castro Pretorio
El nombre se refiere a los Castra Praetoria, los antiguos cuarteles que se remontan al tiempo del emperador Tiberio, en los que se alojaba la Guardia pretoriana. Se encuentran aquí el Teatro de la Ópera y la Porta Pia. El escudo es el lábaro de la Guardia pretoriana en oro sobre campo de gules.
XIX - Celio
El nombre deriva del monte Celio. Se encuentran aquí el Coliseo y el Arco de Constantino. El escudo de armas representa un busto de un hombre africano vestido con despojos de elefante y espigas de oro sobre campo de plata, en memoria de un busto africano encontrado en la via Capo d'Africa.
XX - Testaccio
Toma el nombre del llamado «Monte de las Tejas» (Mons Testaceus), de 35 metros de alto, y formado por los ladrillos o tejas (testae, en latín) y varios detritos variados acumulados a lo largo de los siglos como resto de los transportes que se hacían hacia el puerto de Ripa Grande. Nacido como distrito obrero a finales del siglo XIX, hoy compite en cuando a «romanidad» con el Trastevere. Aquí se encuentra el cementerio protestante.
XXI - San Saba
Llamado popularmente el «pequeño Aventino», San Saba es un barrio de creación reciente (aunque de antigua urbanización), al margen del gran pulmón verde y arqueológico del complejo Termas de Caracalla - Circo Massimo - Palatino. El nombre deriva de la iglesia medieval de San Saba ahí existente.
XXII - Prati
Toma el nombre de los desaparecidos Prata Neronis, llamados en la Edad Media también Prata Sancti Petri, destruidos hacia el 1870 al edificarse este distrito. Su símbolo es el perfil del Mausoleo de Adriano en azur sobre campo de plata; ha de recordarse que el mausoleo de Adriano (Castillo Sant'Angelo) no pertenece a este barrio, sino al Borgo. Se encuentran aquí la plaza de los Quirites y la plaza Cavour.